# Microcreagris microdivergens
Microcreagris microdivergens es una especie de arácnido del orden Pseudoscorpionida de la familia Neobisiidae.

## Distribución geográfica
Se encuentra en Corea y Japón.